# Vie (Rumunia)
Vie (rum. Winnica) – dzielnica Oradei, miasta w Rumunii. Jest położona na wzgórzach, w północnej części miasta. W dzielnicy mieści się największy w okręgu Bihor szpital. Gęstość zaludnienia jest nieznacznie niższa od średniej miejskiej.